# 吊人铜矛

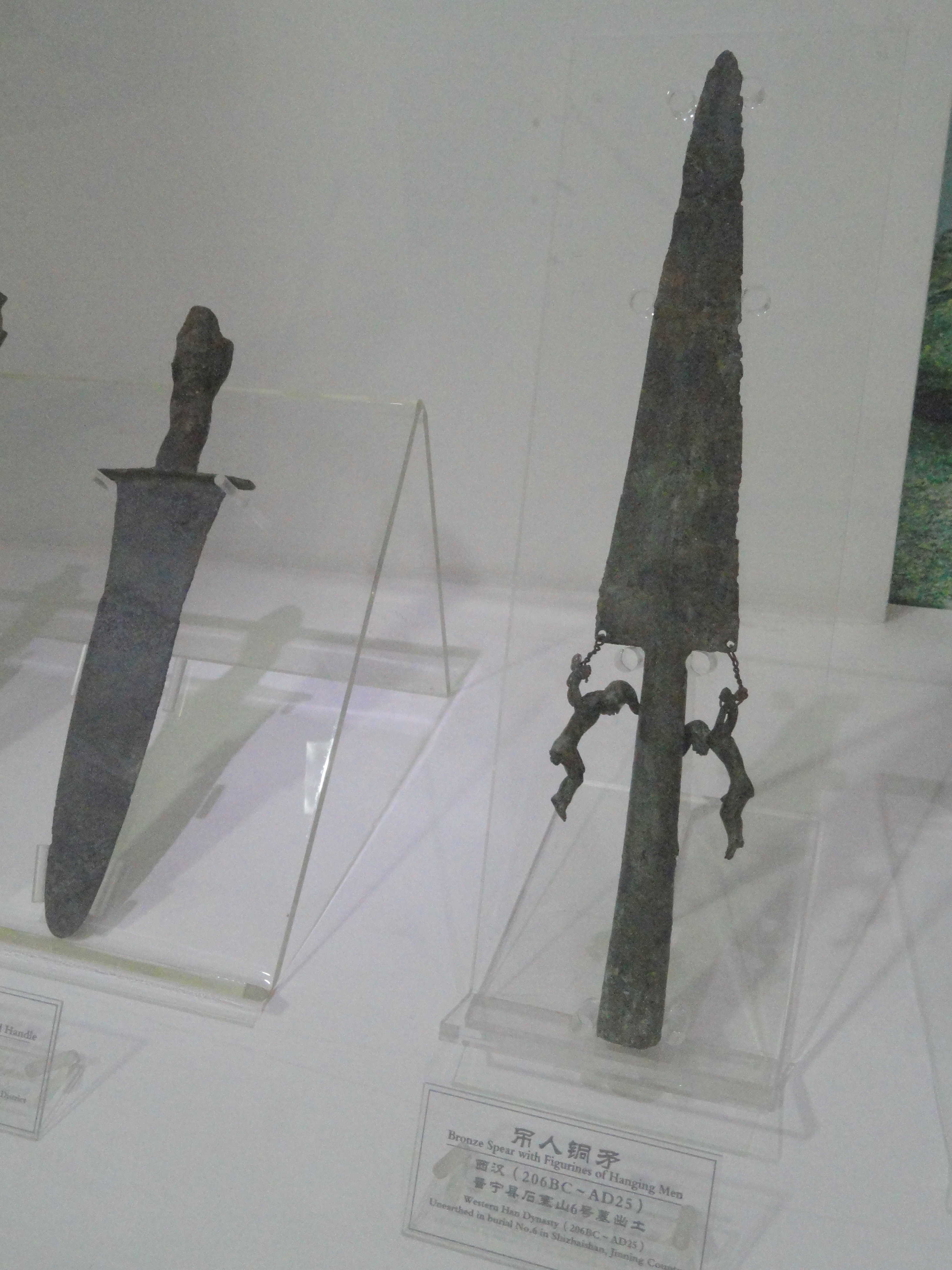
吊人铜矛（右）

吊人铜矛，是西汉中期仪仗兵器。是滇国青铜器的代表作，现为云南省博物馆藏。

## 特点
1956年，在云南晋宁石寨山六号汉墓出土，长30.5厘米。刃细长，扁圆骼。刃末两侧各吊一圆雕裸体的被捆奴隶，其头发下垂，身体弯曲。